# 加勢駅
加勢駅（かせえき）は、熊本県阿蘇郡南阿蘇村大字河陽にある南阿蘇鉄道高森線の駅である。

## 歴史
- 1986年（昭和61年）10月1日：開業[2]。
- 2016年（平成28年）4月14日・4月16日：熊本地震によって路線の橋梁やトンネル躯体に損傷が発生し、運転見合わせ。
- 2023年（令和5年）7月15日：立野 - 中松間が復旧、全線で運転を再開[3]。

## 駅構造

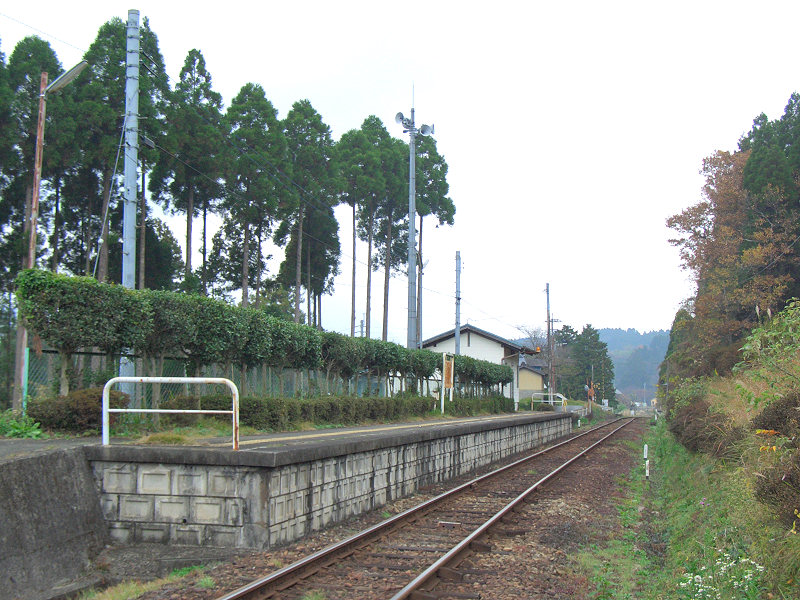
ホーム（2006年11月）

単式ホーム1面1線を有する地上駅。小さな駅舎（待合所）を併設する無人駅である。

## 利用状況
| 1日乗降人員推移 | 1日乗降人員推移 |
| 年度            | 1日平均人数     |
| --------------- | --------------- |
| 2011年          | 16              |
| 2012年          | 11              |
| 2013年          | 8               |
| 2014年          | 7               |
| 2015年          | 6               |
| 2016年          | 営業休止        |
| 2017年          | 営業休止        |

## 駅周辺
- 河陽郵便局
- 長陽保育所
- 南阿蘇村立南阿蘇西小学校
- 国道325号 - バイパスと旧道（現・村道）があり2本併走している。主に路線バスが走る旧道は当駅から約400 mの距離にある。

### バス路線
- 産交バス
  - 南阿蘇西小学校前 - 旧国道（村道）上にある。

ゆるっとバス（白水コース） -  高森中央（下田駅前経由）行き / 立野駅行き
ゆるっとバス（久木野コース） - 高森中央（長陽駅・あそ望の郷経由）行き / 南阿蘇村役場行き

## 隣の駅
南阿蘇鉄道
■高森線
長陽駅 - 加勢駅 - 阿蘇下田城駅